# Actopan (kommun i Mexiko, Hidalgo, lat 20,28, long -98,92)
Actopan är en kommun i Mexiko.   Den ligger i delstaten Hidalgo, i den sydöstra delen av landet, 100 km norr om huvudstaden Mexico City. Antalet invånare är 48 518. Arean är 280 kvadratkilometer.
Terrängen i Actopan är varierad.
Följande samhällen finns i Actopan:
- Actopan
- El Huaxtho
- El Boxtha
- La Loma
- El Palomo
- San Diego Canguihuindo
- Santa María Magdalena
- La Segunda Manzana de Magdalena